# Pfarrkirche Prägraten

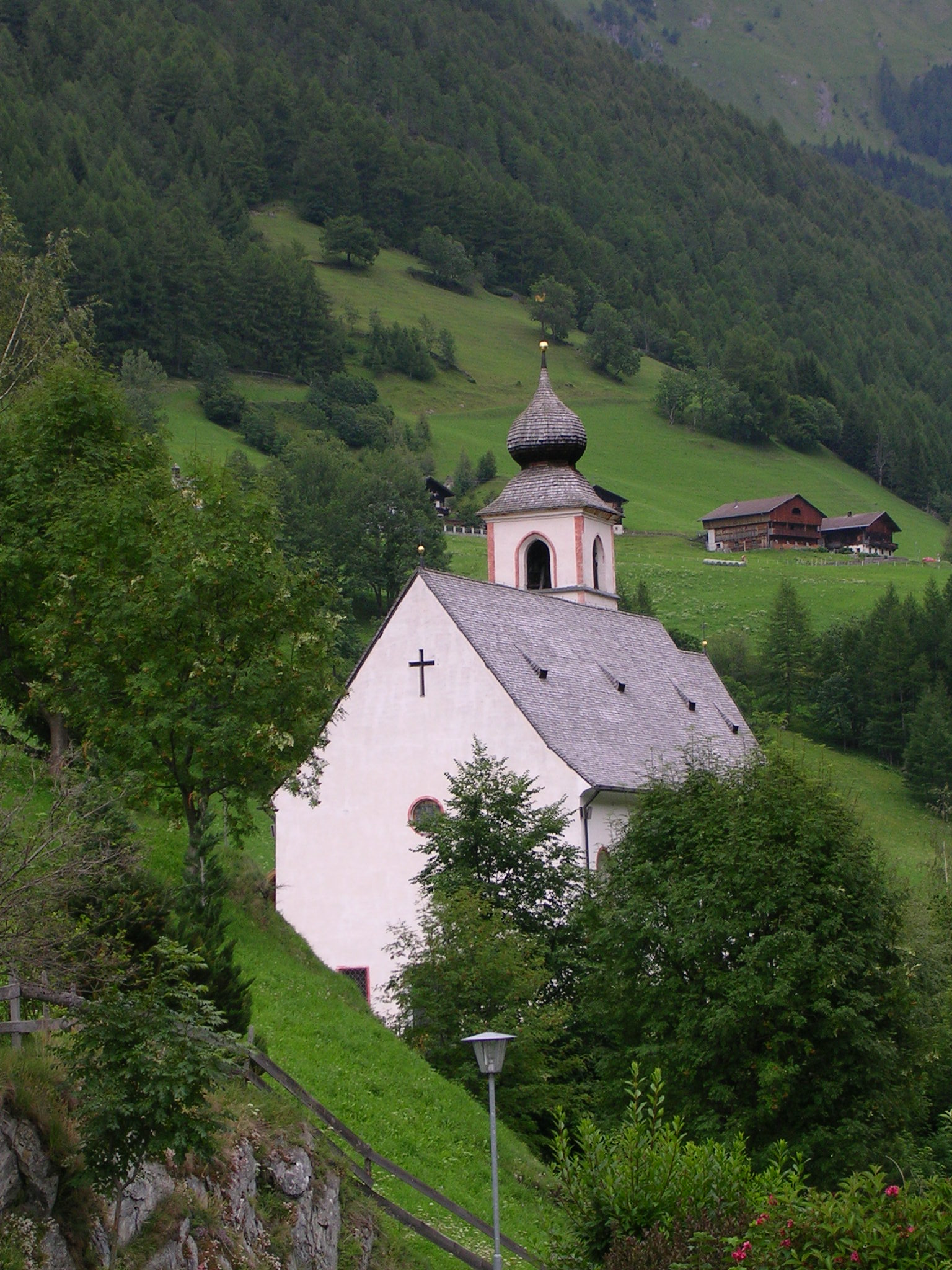
Katholische Pfarrkirche hl. Andreas in Prägraten

Die römisch-katholische Pfarrkirche Prägraten steht an einem ansteigenden Hang in der Dorfmitte von Sankt Andrä in der Gemeinde Prägraten am Großvenediger im Bezirk Lienz im Bundesland Tirol. Die dem Patrozinium hl. Andreas unterstellte Pfarrkirche gehört zum Dekanat Matrei in Osttirol in der Diözese Innsbruck. Die Kirche steht unter Denkmalschutz (Listeneintrag).

## Geschichte
Der spätgotische Kirchenbau des 15. und 16. Jahrhunderts wurde im 19. und 20. Jahrhundert erweitert. Der Chor des frühen 15. Jahrhunderts wurde im Anfang des 16. Jahrhunderts erweitert und 1516 geweiht, das Gewölbe des Chores wurde um 1750 verändert. 1822/1823 wurde das Langhaus um zwei Joche verlängert sowie 1962/1963 erweitert.
1720 als Vikariat genannt, wurde die Kirche 1891 zur Pfarrkirche erhoben.

## Architektur
Die Kirche unter einem steilen Satteldach ist von einem Friedhof mit Umfassungsmauer umgeben.
Das Kirchenäußere ist ein Langhaus mit deutlich erkennbaren Baustufen, der eingezogene polygonale Chor hat einen Sockel. Der im Kern gotische Nordturm mit spitzbogigen Schallfenstern trägt eine Zwiebelhaube aus der zweiten Hälfte des 17. Jahrhunderts. Die rot eingefassten Ecken und Kanten an der Kirche und am Turm wurden erneuert.
Das Kircheninnere zeigt ein sechsjochiges Langhaus unter einer Stichkappentonne, hierbei sind die letzten zwei östlichen Joche vor dem Chor eingezogen und niedriger. Der Triumphbogen ist rundbogig. Der einjochige Chor unter einer ovalen Flachkuppel hat einen Fünfachtelschluss. Das Kircheninnere zeigt an den Wänden kräftige Pilaster mit schweren Gebälkstücken, die Fenster sind rundbogig und im Chorschluss gotisch als Spitzbogenfenster und im unteren Bereich vermauert. Im Eingangsjoch des Langhauses befindet sich links eine Seitenkapelle mit einer Rundbogenöffnung. Die freitragende Westempore umfasst zwei Joche.
Die gotische Wandmalereien an den fünf Schildwänden des Chores entstanden um 1430. Sie wurden 1907 aufgedeckt und 1963/1965 von Ernest Pokorny endgültig freigelegt und restauriert. Sie zeigen die Heiligen Leonhard und Wolfgang sowie sechs Passionsszenen, Heimsuchung und Verkündigung, Apostelreihe, thronende Madonna und Heilige, Majestas Domini, die Heiligen Martin, Vigilus, Bischof, Georg, Sebastian, Fabian, Kreuzigung mit Maria und Johannes, Schutzmantelmadonna und sechs Szenen aus dem Marienleben.
Die Gewölbemalereien schuf Wolfram Köberl 1962, im Chor Aufnahme Mariens in den Himmel mit Anrufungen aus der Lauretanischen Litanei und im Langhaus eine Bildfolge zum Apostel Andreas mit einem Zyklus mit einem allegorischen Bezug auf die Kirche.

## Einrichtung
Der Hochaltar aus 1775 wurde im 19. Jahrhundert verändert, er hat einen Aufbau mit Säulen, geschwungenen Gebälksstücken, einen Aufsatz mit seitlichen Voluten mit Engeln, und eine braun-grüne Marmorierung sowie Ornamente. Er zeigt das Hochaltarbild hl. Andreas, begrüßt das Kreuz als vereinfachte Kopie des Altarblattes von Anton Zoller 1761 in der Stadtpfarrkirche St. Andrä in Lienz und trägt die Statuen der Heiligen Gregor und Silvester und im Aufsatz Gottvater und Engelfiguren, alle dem Bildhauer Johann Paterer zugeschrieben.
Die Seitenaltäre um 1765 mit gleichem Säulenaufbau und Aufsatz mit Voluten mit Engeln zeigen links das Bild Gekreuzigter als Erlöser der Armen Seelen und die Figuren der Heiligen Aloysius und Antonius von Padua von Johann Paterer in weißer Polymentfassung und rechts das Bild Maria vom Guten Rat mit der Darstellung der Legende des Gnadenbildes von Genazzano des Malers Josef Adam Mölckh 1762 und die Figuren der Heiligen Barbara und Katharina von Johann Paterer in weißer Polyamentfassung.
An der linken Langhauswand befinden sich drei Reliquienschreine mit Büsten der Heiligen Andreas, Deodetius und Meritius um 1760/1770 Johann Paterer zugeschrieben.
Es gibt ein Mosaik Stigmatisation des hl. Franz von Assisi von Josef Troyer 1971.

## Grabdenkmäler
- Nordseitig am Langhaus befindet sich ein Grabmal mit der Darstellung des Auferstandenen, im Stil der Neorenaissance aus gebrannten Ton und emailliert, geschaffen von Johann Dorer in der zweiten Hälfte des 19. Jahrhunderts.